# Oligosoma grande
Espèce
Synonymes
- Mocoa grandis Gray, 1845
- Mocoa laxa Hutton, 1872
- Leiolopisma grande (Gray, 1845)

Statut de conservation UICN

 EN  : En danger
Oligosoma grande est une espèce de sauriens de la famille des Scincidae.

## Répartition
Cette espèce est endémique de la région d'Otago sur l'île du Sud en Nouvelle-Zélande.

## Publication originale
- Gray, 1845 : Catalogue of the specimens of lizards in the collection of the British Museum, p. 1-289 (texte intégral).